# 哈巴雷區

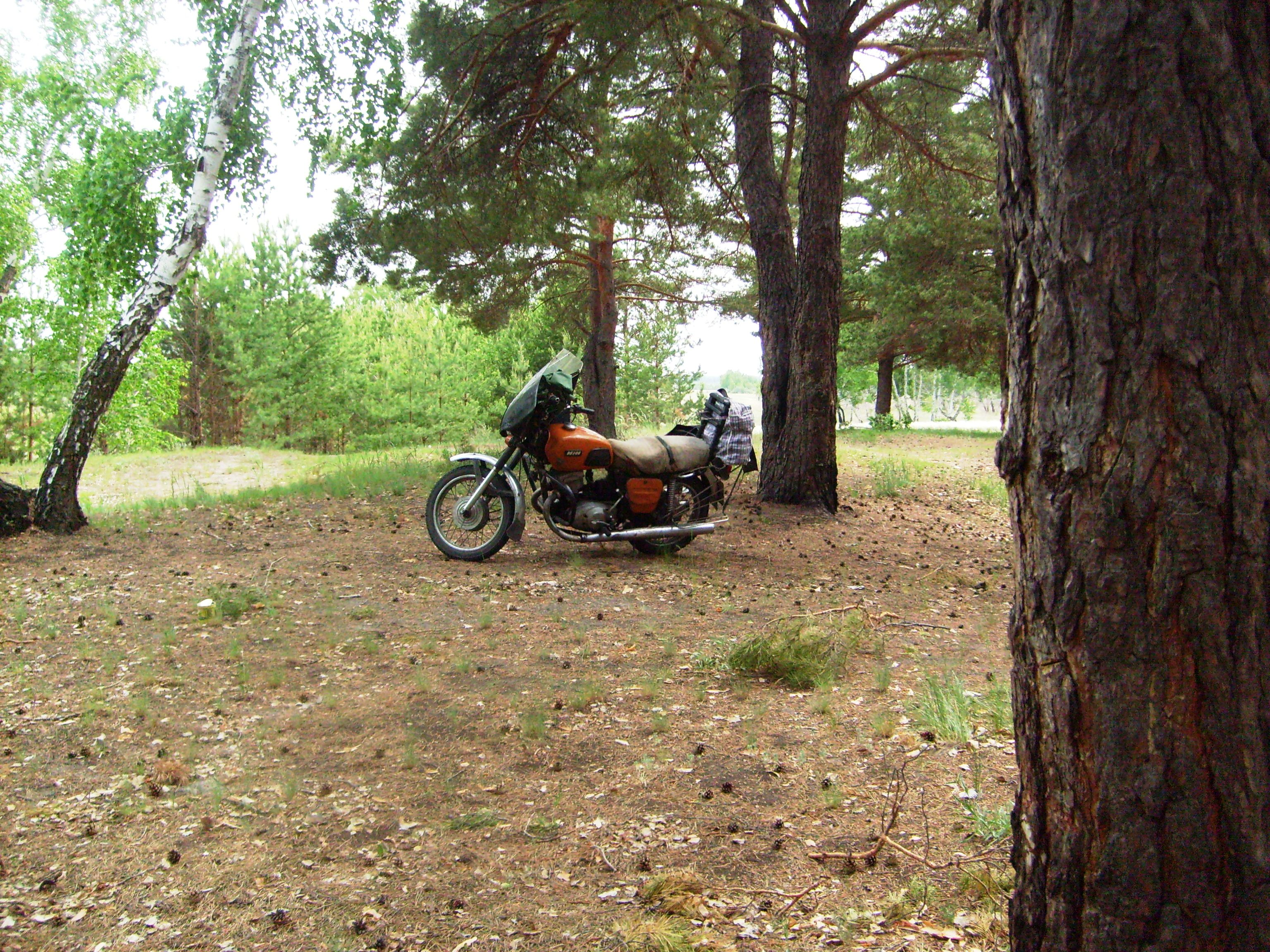

53°38′00″N 79°31′40″E / 53.63333°N 79.52778°E
哈巴雷區（俄语：Хабарский район），是俄羅斯的一個區，位於該國南部，由阿爾泰邊疆區負責管轄，面積2,800平方公里，2010年人口調查為16,431人，人口密度每平方公里5.87人。